# Heterostegane honei
Heterostegane honei là một loài bướm đêm trong họ Geometridae.